# Sergio Pintor

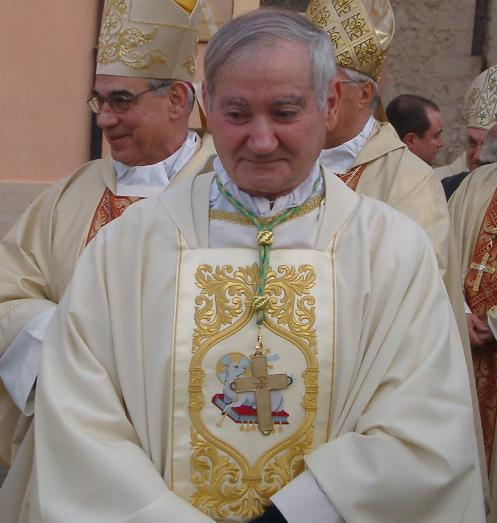
Bischof Sergio Pintor (2006)

Bischofswappen

Sergio Pintor (* 16. November 1937 in Oristano; † 26. Dezember 2020 ebenda) war ein italienischer römisch-katholischer Geistlicher und Bischof von Ozieri.

## Leben
Sergio Pintor empfing nach seinem Studium der Philosophie und Theologie an den Priesterseminaren von Oristano und Cuglieri am 9. Juli 1961 durch Erzbischof Sebastiano Fraghì die Priesterweihe für das Erzbistum Oristano. Pintor war Kaplan der Kathedralpfarrei von Oristano, seiner Heimatgemeinde, und Diözesanassistent der männlichen Jugend der katholischen Aktion sowie Spiritual am Seminar von Oristano. 1972 wurde er von Erzbischof Fraghì zum ersten Pfarrer von San Paolo in Oristano ernannt. Zudem war er Diözesanbeauftragter für die Seelsorge und Diözesanassistent für die FUCI (Federazione universitaria cattolica italiana).
Er war viele Jahre als Dozent für Katechese und Pastoraltheologie an der römischen Päpstlichen Universität Urbaniana (1985–2003), der Theologischen Fakultät Sardinien und der Theologischen Fakultät von Apulien in Molfetta tätig. 1981 wurde er zum Ehrenkanoniker in Oristano ernannt. Am 24. September 1985 erfolgte die Ernennung zum Ehrenprälaten Seiner Heiligkeit.
Von 1988 bis 1996 war er stellvertretender Direktor des katechetischen Amtes der italienischen Bischofskonferenz, dessen Mitarbeiter er bereits seit 1970 war. 1996 wurde er zum Direktor für die Seelsorge der italienischen Bischofskonferenz ernannt. Papst Johannes Paul II. berief ihn zum Konsultor des Päpstlichen Rat für die Pastoral im Krankendienst.
Papst Benedikt XVI. ernannte ihn am 29. September 2006 zum Bischof von Ozieri. Der Apostolische Nuntius in Italien und San Marino, Erzbischof Paolo Romeo, spendete ihn am 8. Dezember desselben Jahres die Bischofsweihe; Mitkonsekratoren waren Ottorino Pietro Alberti, Alterzbischof von Cagliari, Pier Giuliano Tiddia, Alterzbischof von Oristano, José Luis Redrado Marchite OH, Sekretär des Päpstlichen Rates für die Pastoral im Krankendienst und Giuseppe Merisi, Bischof von Lodi. Als Wahlspruch wählte er Credidimus Caritati. Ozieri war er Mitglied und Sekretär der Kommission der italienischen Bischofskonferenz für wohltätige Zwecke und Gesundheit.
Papst Benedikt XVI. nahm am 10. Dezember 2012 sein altersbedingtes Rücktrittsgesuch an.

## Schriften (Auswahl)
- La trasmissione del messaggio cristiano nel quadro di una adeguata tipizzazione scolastica, Industria Grafica Moderna 1974
- Catechisti nella comunita’ cristiana, EDB 1978
- Il Catechismo della Chiesa Cattolica Linee per la lettura e l’utilizzazione, Centro Editoriale Dehoniano 1993, ISBN 8810609611
- Animatori di catechesi. Figura e compiti, EDB 1985, ISBN 978-88-10-10333-3
- L’uomo via della Chiesa. Manuale di teologia pastorale, EDB 1992, ISBN 978-88-10-20319-4
- Un cammino di fede con Maria, EDB 1996, ISBN 978-88-10-71006-7
- mit Angelo Brusco: Tras las huellas de Cristo médico : manual de teología pastoral sanitaria, Editorial Sal Terrae 2001, ISBN 978-84-293-1391-8

## Einzelnachweis
1. 1 2 3 4  „È morto a Oristano Sergio Pintor, vescovo emerito di Ozieri“ auf unionesarda.it vom 27. Dezember 2020 (italienisch)

| Vorgänger              | Amt                          | Nachfolger    |
| ---------------------- | ---------------------------- | ------------- |
| Sebastiano Sanguinetti | Bischof von Ozieri 2006–2012 | Corrado Melis |

| Personendaten    | Personendaten                                                         |
| ---------------- | --------------------------------------------------------------------- |
| NAME             | Pintor, Sergio                                                        |
| KURZBESCHREIBUNG | italienischer Geistlicher und römisch-katholischer Bischof von Ozieri |
| GEBURTSDATUM     | 16. November 1937                                                     |
| GEBURTSORT       | Oristano                                                              |
| STERBEDATUM      | 26. Dezember 2020                                                     |
| STERBEORT        | Oristano                                                              |